# Cantonul Caen-6
Cantonul Caen-6 este un canton din arondismentul Caen, departamentul Calvados, regiunea Basse-Normandie, Franța.

## Comune
- Caen (parțial, reședință)
- Hérouville-Saint-Clair (parțial)